# 曾国华
曾国华（1910年10月15日—1978年1月3日），广东省五华县岐岭镇人，中国人民解放军空军副司令员，1955年开国中将。

## 生平
因家庭子女多，3岁时即被送人当养子，童年饱受艰辛。1924年离家参加国民革命军，随部队历经国民革命军第四军、独立第4旅、第52师等部当兵。1931年8月在江西东固中国工农红军歼灭了第52师，曾国华被俘后参加红军，被分到主力红军红四军11师31团2连当战士。1932年2月加入中国共产党。1932年9月被提升为班长。1933年6月，红11师整编为红一军团第二师第五团，曾国华升任红五团一营二连排长。1934年4月，升任红五团二营六连连长。1934年10月16日随部队开始了二万五千里长征
1936年2月20日，参加东征战役，曾国华担任红一军团渡河先锋红五团的突击队长，渡河胜利后，升任红五团副团长。东征胜利回师后，升任红五团团长。1936年12月到七七事变在抗大二期干部队学习。
抗日战争爆发后，曾国华任八路军一一五师三四三旅六八五团二营营长，二营是由红五团改编而成，辖第5、6、7、8连。1937年9月25日参加平型关战斗，二营担负占领老爷庙西南至关沟以北高地，截断陷入伏击圈的日军先头部队。二营五连连长曾宪生带头与日军拼刺刀，重伤后拉响手榴弹与敌同归于尽；五连指导员杨俊生身负重伤。战后，五连荣获“平型关大战突击连”锦旗一面。
1937年10月，曾国华奉命率领二营第5、6、7、8连与一营4连在正太路娘子关以西一线独立游击战，破坏日军交通，打击日军运输队，配合太原保卫战。10月下旬，奉命率部随三四三旅副旅长周建平进入河北平山县一带活动，发动群众，组织抗日，打击分散之敌。曾国华带领的二营发展壮大得很快。11月末，一一五师命令以二营为基础，编入平山县地方武装，扩编为一一五师五支队，以继承模范红五团的光荣传统，对外称永兴支队，曾国华任支队长，龙书金任副支队长，杨永德任参谋长，继续在平山县一带活动。1938年4月在昔阳县参加了反九路围攻后，一二九师为加强五支队政治工作，派李宽和任支队政委。
1938年4月26日，曾国华率领五支队随一二九师副师长徐向前越过平汉路，开辟冀南。7月，曾国华、李宽和率领五支队越过津浦路，进至冀鲁边区，与当地八路军回合。8月，三四三旅政委肖华率领一批干部进抵冀鲁边，组织整编了该地的抗日武装，组建了八路军东进抗日挺进纵队，下辖四、五、六支队。曾国华任五支队支队长，王叙坤任五支队政委，五支队下辖第四、五、六团共6000余人。1939年初，五支队第五团在乐陵县大宗家村一带休整时遭到驻德州日军第五师团安田大佐旅团重兵突袭，激战一天后趁夜突围，此战五支队虽毙伤敌军300余人，但自身损失惨重，伤亡近500人，五团团长龙书金重伤致残，五团政委曾庆洪、政治处主任朱庭先牺牲。战后曾国华作了沉痛的检讨。
1939年9月，因冀鲁边粮食困难，肖华率五支队等部进入鲁西地区。
1940年2月至3月，曾国华率五支队参加了一二九师组织的打击国民党石友三部的冀南反顽战役。战后，五支队与六支队合编为八路军鲁西军区运河支队，曾国华任支队长，曾思玉任政委，刘贤权任政治部主任，支队下辖第4、第5两个团。1940年9月，运河支队出击鲁西南，开辟华中华北大通道。
1940年10月下旬，中央军委决定运河支队与一一五师陈士榘支队第二团整编为一一五师教导第三旅，一一五师陈士榘支队第一团、鲁南支队、苏鲁支队整编为一一五师教导第二旅。曾国华奔赴鲁南就任教导第二旅旅长。1941年1月，教导第二旅在旅长曾国华，旅政委符竹庭、旅参谋长王六生率领下东进滨海区巩固扩大抗日根据地。
1943年3月，滨海区精兵简政，撤销了旅级机构，教二旅缩编为滨海六团，曾国华任团长。1943年7月到1944年2月，曾国华进山东分局党校整风学习。期间在1944年1月与鲁中区党委妇委委员刘时铁相恋结婚，曾国华时年34岁。
党校学习毕业后，曾国华任八路军滨海军区代理参谋处长。1944年10月，抗大一分校整编为山东教导团，曾国华任团长，梁必业任政委。
1945年10月，曾国华任鲁中军区主力部队编成的山东军区第三师副师长。山东三师奉命进军东北，鲁中军区政委罗舜初、山东三师副师长曾国华、师副政委李伯秋率队。11月末，该部不带武器从龙口港渡海在庄河县、皮口一带登陆。在辽阳、本溪一带与曾克琳的冀热辽十六军分区部队会合，用关东军的武器装备了部队。
1946年1月，东北民主联军第三纵队成立，山东三师编为三纵七旅，曾国华任旅长、李伯秋任政委。1946年11月，曾国华升任三纵副司令员。1947年10月12日，曾国华调任东北军政大学教育长。1949年9月，调任第四野战军第十三兵团参谋长。1950年6月，第十三兵团部与第十五兵团部对调，曾国华到广州任第十五兵团参谋长。为完成广西的限期剿匪任务，1951年1月曾国华调任广西军区副司令员。1951年8月，曾国华任重建的49军军长。
1951年11月，军委下令调曾国华任筹组中的空军第3军军长，赴志愿军联司见习。1952年春49军军部由贵港调四平，组建空军第3军军部，指挥空军第5、8、9师。1953年5月曾国华率空三军前进指挥所到朝鲜介川的志愿军西海指轮战。1953年10月曾国华率军指挥所回四平。1955年5月，东北军区空军改称沈阳军区空军，曾国华升任沈阳军区空军副司令员，分管作战训练工作。
1955年10月，曾国华被授予空军中将军衔，荣获二级八一勋章、一级独立自由勋章、一级解放勋章。 　 
1958年，接替周赤萍，担任沈阳军区空军司令员。1968年，由王毓淮接任。1969年4月，曾国华当选中共第九届中央委员，并升任空军副司令员，分管空军作战训练工作。1971年九一三事件后，10月曾国华被隔离审查，在空军办的学习班里关押了六年有余。1977年因心脏病在466医院住院，1977年12月31日突发脑梗塞昏迷，1978年1月3日病逝，終年68歲。
1978年6月空军党委报经中央军委批准给曾国华下的审查结论是：“上了林彪贼船，积极参加林彪反党集团的阴谋活动，陷得很深，犯了严重方向路线错误”。1982年空军党委对曾国华的审查结论复议，报经中央军委批准，审查结论改为“犯了严重政治错误，并撤销原作审查结论”“其骨灰建议按军级干部规格存放八宝山革命公墓”。